# Кампан (кантон)
Кампа́н (фр. и окс. Campan) — кантон во Франции, находится в регионе Юг-Пиренеи, департамент Верхние Пиренеи. Входит в состав округа Баньер-де-Бигор.
Код INSEE кантона — 6507. Всего в кантон Кампан входят 4 коммуны, из них главной коммуной является Кампан.

## Население
Население кантона на 2012 год составляло 3502 человека.
| 1962 | 1968 | 1975 | 1982 | 1990 | 1999 | 2006 | 2012 |
| ---- | ---- | ---- | ---- | ---- | ---- | ---- | ---- |
| 3572 | 3582 | 3412 | 3461 | 3447 | 3461 | 3521 | 3502 |

## Коммуны кантона
| Коммуна | Население, чел. (2012) | Почтовый индекс | Код INSEE |
| ------- | ---------------------- | --------------- | --------- |
| Асте    | 537                    | 65200           | 65042     |
| Бодеан  | 391                    | 65710           | 65078     |
| Жерд    | 1193                   | 65200           | 65198     |
| Кампан  | 1381                   | 65710           | 65123     |